# قرصعنة صحراوية
القِرصَعنة الصحراوية (باللاتينية: Eryngium desertorum) نوع نباتي عشبي يتبع جنس القِرصَعنة من الفصيلة الخيمية.

## الموئل والانتشار
موطنه الأصلي بلاد الشام.